# Маја Михалинец
Маја Михалинец ( словен. Maja Mihalinec, Мозирје, 17. децембар 1989) је словеначка атлетичарка специјалиста за спринт. Чланица ја АК Вељење из Велења.

## Биографија
Мајина мајка Дамијана је одбојкашки тренер и бивши играчица, а њена млађа сестра Катја игра одбојку на међународном нивоу. Маја је почела са одбојком, али њен наставник физичког васпитања убедило је да пређе на атлетику. Неко време тренирала је ова спорта, а онда је изабрала атлетику.
Студирала је друштвене науке на Универзитету у Љубљани и комуникације на Универзитету Небраска у Омахи. У 2015. проглажена од Атлетског савеза Словеније за спортисту године.
Маја Михалинес била је првакиња Балкана, 4 пута национална првакиња на отвореном и 3 пута у дворани.

## Значајнији резултати
| Год.                   | Такмичење                    | Место                  | Пласман                | Дисциплиа              | Резултат               | Детаљи |
| Представљала Словенију | Представљала Словенију       | Представљала Словенију | Представљала Словенију | Представљала Словенију | Представљала Словенију |        |
| ---------------------- | ---------------------------- | ---------------------- | ---------------------- | ---------------------- | ---------------------- | ------ |
| 2005                   | Светско првенство У-18       | Маракеш, Мароко        | 29.                    | 100 м                  | 12,03                  |        |
| 2005                   | Светско првенство У-18       | Маракеш, Мароко        | 18.                    | 200 м                  | 24,62 (в)              |        |
| 2005                   | Европско првенство У-18      | Лињано, Италија        | 6. (B. фин)            | 100 м                  | 12,31 (в)              |        |
| 2005                   | Европско првенство У-18      | Лињано, Италија        | 5.                     | 4 x 100 м              | 47,59                  |        |
| 2006                   | Светско првенство У-20       | Пекинг, Кина           | 43.                    | 100 м                  | 12,08                  |        |
| 2006                   | Светско првенство У-20       | Пекинг, Кина           | –                      | 200 м                  | ДИСК.                  |        |
| 2006                   | Светско првенство У-20       | Пекинг, Кина           | 16.                    | 4 x 100 м              | 46,09                  |        |
| 2007                   | Европско првенство У-20      | Хенгело, Холандија     | 12.                    | 100 м                  | 11,89                  |        |
| 2007                   | Европско првенство У-20      | Хенгело, Холандија     | 11.                    | 4 x 100 м              | 46,23                  |        |
| 2008.                  | Светско првенство У-20       | Бидгошћ, Пољска        | 17.                    | 100 м                  | 11,81                  |        |
| 2014.                  | Европско првенство           | Цирих, Швајцарска      | 25.                    | 100 м                  | 11,52                  |        |
| 2015                   | Европско првенство у дворани | Праг, Чешка            | 16.                    | 60 м                   | 7,29                   |        |
| 2015                   | Светско првенство            | Пекинг, Кина           | 32.                    | 100 м                  | 11,42                  |        |
| 2015                   | Светско првенство            | Пекинг, Кина           | 19.                    | 200 м                  | 23,04                  |        |
| 2016.                  | Светско првенство у дворани  | Портланд САД           | 20.                    | 60 м                   | 7,34                   |        |
| 2016.                  | Европско првенство           | Амстердам, Холандија   | 15.                    | 100 м                  | 11,55                  |        |
| 2016.                  | Европско првенство           | Амстердам, Холандија   | 10.                    | 200 м                  | 23,17                  |        |
| 2016.                  | Олимпијске игре              | Рио де Женеиро, Бразил | 48.                    | 200 м                  | 11,55                  |        |

## Лични рекорди
Стање 6. септембар 2016.
| Дисциплина   | Време        | Место        | Датум            | Белешка      |
| на отвореном | на отвореном | на отвореном | на отвореном     | на отвореном |
| ------------ | ------------ | ------------ | ---------------- | ------------ |
| 100 м        | 13,34        | Питешти      | 1. август 2015.  |              |
| 200 м        | 23,01        | Амстердам    | 6. јун 2016.     |              |
| у дворани    |              |              |                  |              |
| 60 м         | 7,24         | Јаблонец     | 5. март 2016.    |              |
| 200 м        | 23,47        | Беч          | 31. јануар 2015. |              |